# Гетманские клейноды
«Гетманские клейноды» (укр. Гетьманскі клейноди) — украинский художественный фильм, снятый режиссёром Леонидом Осыкой на киностудии им. А. Довженко в 1993 году. По мотивам романа Богдана Лепкого «Крутиж».

## Сюжет
Фильм рассказывает о борьбе за клейноды-символы гетманской власти в Украине после смерти Богдана Хмельницкого. Сын гетмана, Юрий, отстраняет от власти гетмана Выговского, но сторонники Богдана пытаются помочь его дочери Елене спасти драгоценные реликвии.

## В ролях
- Сергей Романюк — Валько Босаковский
- Людмила Ефименко — Елена
- Лесь Сердюк — сотник Журба
- Светлана Князева — Мария
- Борис Хмельницкий — Заграва
- Владимир Коляда — Кресало
- Владимир Голубович — Петрик
- Константин Степанков — Влас
- Таисия Литвиненко — жена Власа
- Владислав Кривоногов — Фтерапонт
- Светлана Круть — любовница Загравы

## Съёмочная группа
- Режиссёр: Леонид Осыка
- Сценаристы: Сергей Дяченко, Леонид Осыка
- Оператор: Вадим Ильенко
- Художник: Инна Быченкова
- Звукорежиссёр: Богдан Михневич
- Композитор: Владимир Губа

## Критика
Кинокритик Любомир Госейко в своей монографии «Історія українського кінематографа: 1896—1995» писал, что «Гетманские клейноды» «не вписываются в серию „украинских борщ-вестернов“ — разгромленного Осыкой метода таких режиссёров, как Борис Шиленко и Сергей Омельчук», попутно отмечая, что этот фильм, «не будучи ни тезисным, ни авторским, стал прощанием Леонида Осыки с кинематографом и Украиной, которым он посвятил себя телом и душой, с его любимыми актёрами Константином Степанковым, Лесем Сердюком и Светланой Князевой».
В 2022 году фильм занял второе место в списке «7 культовых фильмов о казачестве, который должен увидеть каждый», составленном журналом «Vogue Україна».

## Фестивали и награды
- 1993 — Золотой Витязь (Нови-Сад, Югославия) — Приз «За лучшее изобретательное решение» Инне Быченковой и Приз «За лучшие костюмы»[3][4]
- 1988 — Международный кинофестиваль молодого кино в Турине (Италия) — Гран-при за лучший короткометражный фильм[4]